# Klemenča jama
Le refuge à Klemenča jama sous l'Ojstrica (Koča na Klemenči jami pod Ojstrico) est situé en Slovénie dans les Alpes kamniques, au pied de la face nord du sommet.

## Situation et histoire

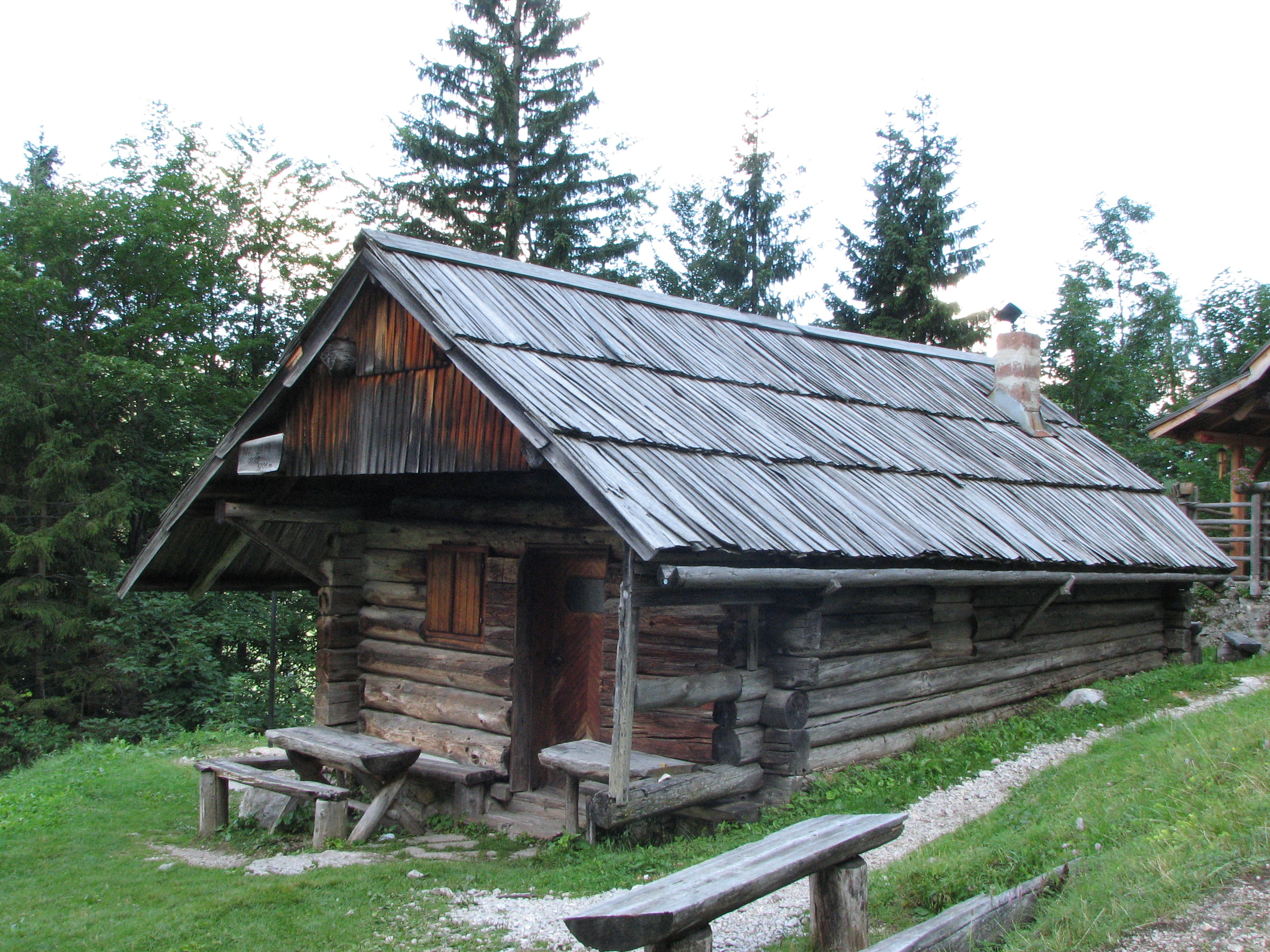
Vue de l'ancien refuge.

Le refuge est dans une clairière près d'un bassin nommé Jama, qui veut dire « grotte » en slovène. Jama (prononcé yama) est aussi le diminutif utilisé par les locaux pour le refuge. Il est au pied de la face nord du Krofička et, comme l'indique son titre complet, très proche de la face nord de l'Ojstrica. C'est cette dernière qui attire le plus les alpinistes, mais aussi les parois du Krofička, du Rjavčki vrh et des Škarje. Récemment, la formation de glace en aval du refuge attire les adeptes du mixte technique. La première construction du refuge de montagne date de 1954, adaptant une bergerie datant de 1832. Le refuge facilite l'accès randonnée à l'Ojstrica (deux options), au Krofička, à la Lučka Baba, où même au Planjava, ainsi que la traversée vers le refuge Kocbekov dom. Un court chemin mène, dans la forêt avoisinante, au mélèze le plus gros de Slovénie.

## Accès
Le refuge est accessible au départ du talweg de la vallée de Logarska dolina. Deux chemins de randonnée y mènent (environ une heure de marche), l'un passant par un tunnel creusé dans le rocher. L'équipe du refuge gère aussi en dehors de la période d'ouverture officielle, sur accord préalable.

### Sources
- (sl) Vladimir Habjan, Jože Drab... et al., Kamniško-Savinjske Alpe : planinski vodnik, Ljubljana, Planinska zveza Slovenije, 2004 (ISBN 961-6156-52-7).
- PzS (N° 266), GzS, Grintovci - 1 : 25 000, Ljubljana, 2005.
- (sl) Silvo Babič, Tone Golnar, et al., Plezalni vodnik Logarska dolina - vzhodni del, Ljubljana, Planinska zveza Slovenije, 1998 (ISBN 961-6156-07-1).